# Eurik

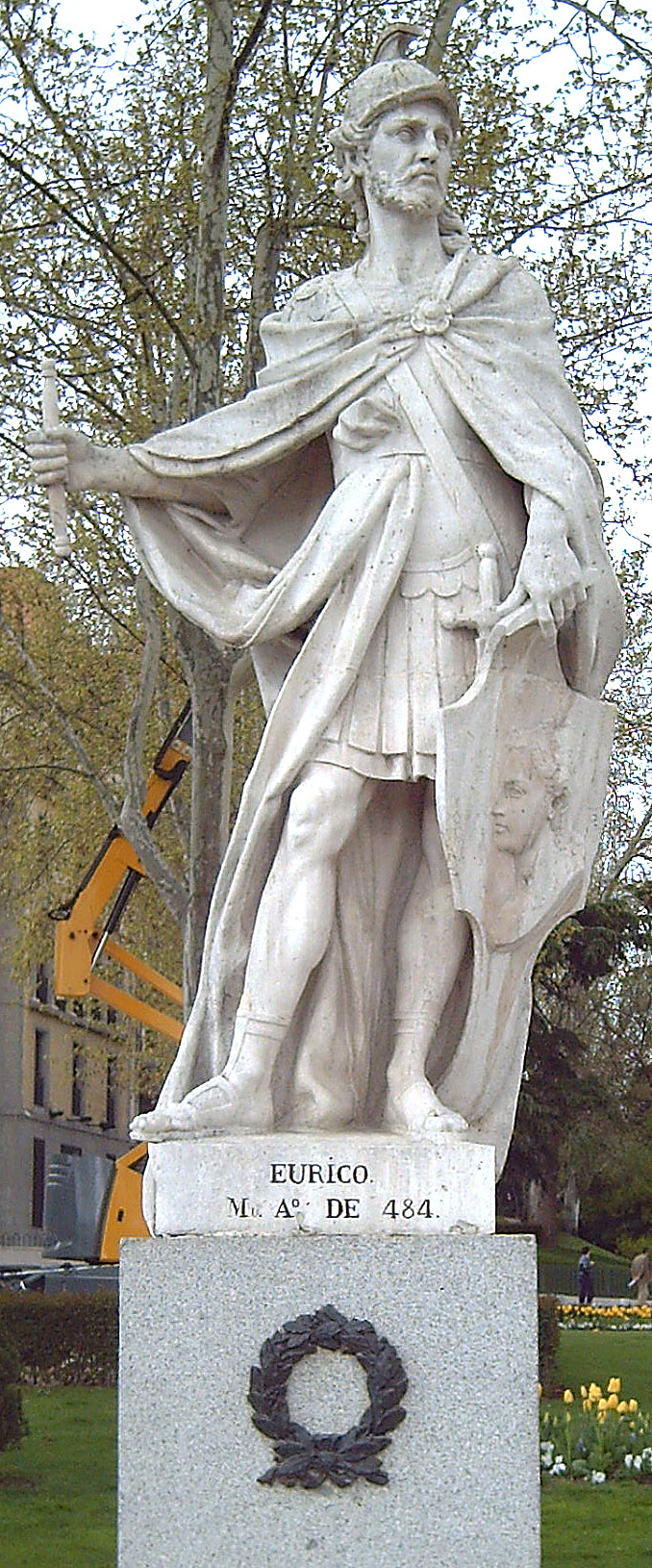
Staty av Eurik i Madrid

Eurik, även Eurico eller Erwig, ca 415-484, visigotisk kung, regerade från sin huvudstad Bordeaux från 466 till sin död. Han delade västriket med Odovakar.
Den åttonde kungen i Alarik I:s ätt, bror till Theodorik II, styrde en stor del av de visigotiska ägorna i den akvitanska regionen av Gallien. Området hade varit under visigotisk kontroll sedan 415 och hade gradvis expanderat, på grund av ett försvagat romerskt styre, in i Spanien.
Eurik besegrade en rad andra visigotiska kungar och ledare i serier av inbördeskrig och blev snart den förste härskaren som kunde ena det visigotiska riket. 